# Drapetis incompleta
Drapetis incompleta är en tvåvingeart som beskrevs av James Edward Collin 1926.
Drapetis incompleta ingår i släktet Drapetis och familjen puckeldansflugor. Arten är reproducerande i Sverige. Inga underarter finns listade i Catalogue of Life.